# Diablo Lake Trail
Pour les articles homonymes, voir Diablo.
Le Diablo Lake Trail est un sentier de randonnée du comté de Whatcom, dans l'État de Washington, aux États-Unis. Situé au sein de la Ross Lake National Recreation Area, il est classé National Recreation Trail depuis 1981.